# RhB Xrot et (9218-9219)
De Xrot et is een sneeuwfrees aangedreven door twee elektromotoren van de Rhätische Bahn (RhB).

## Geschiedenis
In de jaren zestig werden de stoomsneeuwfrezen vervangen door onder meer een door een tweetal sneeuwfrezen aangedreven door een dieselmotor aangeschaft. Later werden nog eens twee sneeuwfrezen aangedreven door twee elektromotoren aangeschaft. De keuze voor deze werktuigen viel op door de firma Bielhack gebouwde sneeuwfrezen.

## Constructie en techniek
De sneeuwfrees is uitgerust met twee frezen die ieder door een elektromotor worden aangedreven. De sneeuwfrees kan niet zelfstandig rijden en door een motorrijtuig van het type ABe 4/4 II of een locomotief van het type Gem 4/4 gebouwd en of na afloop gesleept.
Voor het veranderen van de werkrichting kan de bovenbouw inclusief de sneeuwfrees kan 180° worden gedraaid. In dat geval moet het tractievoertuig aan de andere zijde worden bijgeplaatst.

## Treindiensten
De sneeuwfrees van het type Xrot et worden door de Rhätische Bahn (RhB) ingezet op de Bernina-Bahn, het lijnennet Rhätische Bahn met ondersteuning van een Gem 4/4.
- St. Moritz - Tirano

## Foto's

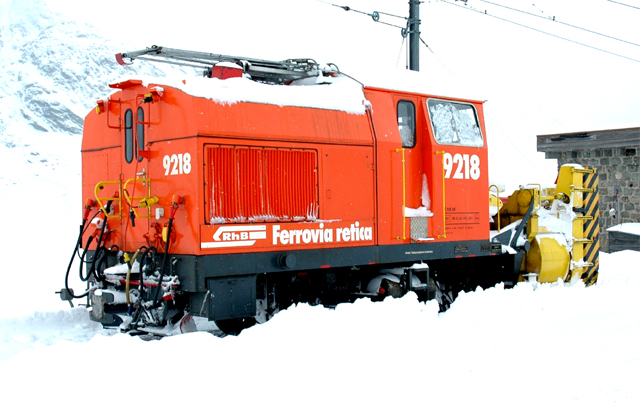